# Vitexina
La vitexina è un flavone glucoside, un tipo di flavonoide. Presente nel fiore della passione. Il suo aglicone è l'apigenina e la parte zuccherina (glicone) è costituita dal glucosio.